# Passiflora tarminiana
Passiflora tarminiana is in 2001 voor het eerst beschreven, maar desondanks was deze klimplant al veel langer bekend. De plant ging jarenlang door het leven onder de naam Passiflora tripartita var. mollissima (eerder bekend als Passiflora mollissima), terwijl wel duidelijk was dat er twee vormen waren. Een van deze vormen heeft een kortere bloembuis en op het hoogtepunt van de bloei platte of teruggeslagen bloembladeren (Passiflora tarminiana) en de andere vorm heeft een langere bloembuis en een klokvormige bloem op het hoogtepunt van de bloei (Passiflora tripartita var. mollissima).
Geo Coppens d'Eeckenbrugge en zijn studente Victoria E. Barney hebben in het kader van hun 'Project for Neotropical Fruits' de twee vormen onderzocht. Door DNA-onderzoek en morfologisch onderzoek hebben zij kunnen aantonen dat het inderdaad om twee verschillende soorten gaat. Veel van de planten die in collecties onder de naam Passiflora (tripartita var.) mollissima zijn benoemd, blijken Passiflora tarminiana te zijn. Veel afbeeldingen in boeken en op het internet van deze plant, zijn verkeerd benoemd. Ook presenteren veel boeken gemengde beschrijvingen van de twee soorten.
De stengels van Passiflora tarminiana worden 5 m lang en zijn buisvormig, gegroefd en met een zachte donsbeharing bezet. De plant klimt met behulp van ranken die vanuit de bladoksels ontspringen. De afwisselend geplaatste bladeren zijn drielobbig, getand en aan de bovenkant glad. De bladeren zijn 5,5–16 × 7–29 cm groot. De bladsteel is tot 4 cm lang. De koraalroze bloemen zijn 8-11 cm breed en hebben platte of teruggeslagen bloembladeren op het hoogtepunt van de bloei. De bloemkelkbuis is 6-8 cm lang. De kelkbladeren zijn tot 6 × 2,5 cm groot. De kroonbladeren zijn tot 5,5 × 2 cm groot. De corona bestaat uit een ring van witte, wratachtige knobbeltjes. De androgynofoor wordt 7-10 cm lang. De plant wordt in zijn natuurlijke verspreidingsgebied bestoven door kolibries zoals de zwaardkolibrie en kan vruchten zetten met zijn eigen stuifmeel.
De eetbare vruchten zijn 8–14 × 3,5–5 cm groot. De vruchten rijpen van groen naar geel tot oranje. De schil is zacht en leerachtig. De pulp is oranje en bevat vele 0,6 cm lange zaden, die met het vruchtvlees kunnen worden opgegeten. De vrucht wordt in Colombia 'curuba india' genoemd ter onderscheid van 'curuba de Castilla', de vrucht van Passiflora tripartita var. mollissima. De smaak van de laatste wordt meestal meer gewaardeerd dan die van de vruchten van Passiflora tarminiana. Toch wordt Passiflora tarminiana steeds meer aangeplant omdat deze soort meer resistent is tegen schimmelziekten.
Passiflora tarminiana komt van nature voor in de Andes op hoogtes tussen de 2000 en 3500 m van Venezuela tot in Bolivia. Het verspreidingsgebied overlapt voor een groot gedeelte met Passiflora tripartita var. mollissima. In alle Andeslanden worden er plantages van Passiflora tarminiana aangelegd, vooral in Ecuador en Colombia. De plant is ook geïntroduceerd in Mexico, Zimbabwe, Ethiopië en op de Canarische Eilanden, Réunion, Nieuw-Guinea, Nieuw-Zeeland en Hawaï. Op Hawaï wordt de plant als een lastig onkruid gezien en wordt de plant 'banana poka' genoemd.
In West-Europa kan de plant in het zomerseizoen buiten worden gehouden en in de winter in de koude kas of een koel vertrek in huis.

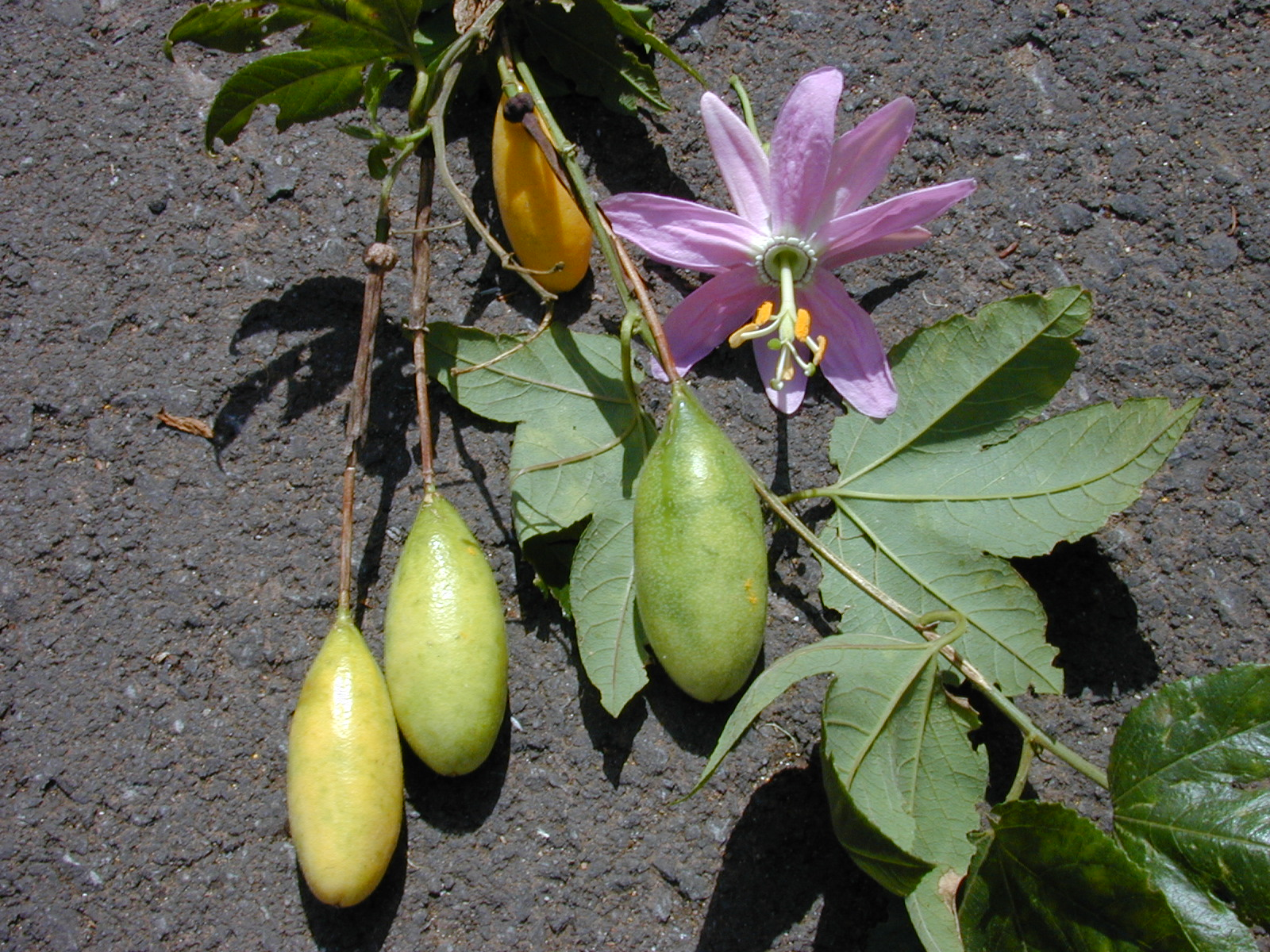
Plant met bloem en vruchten
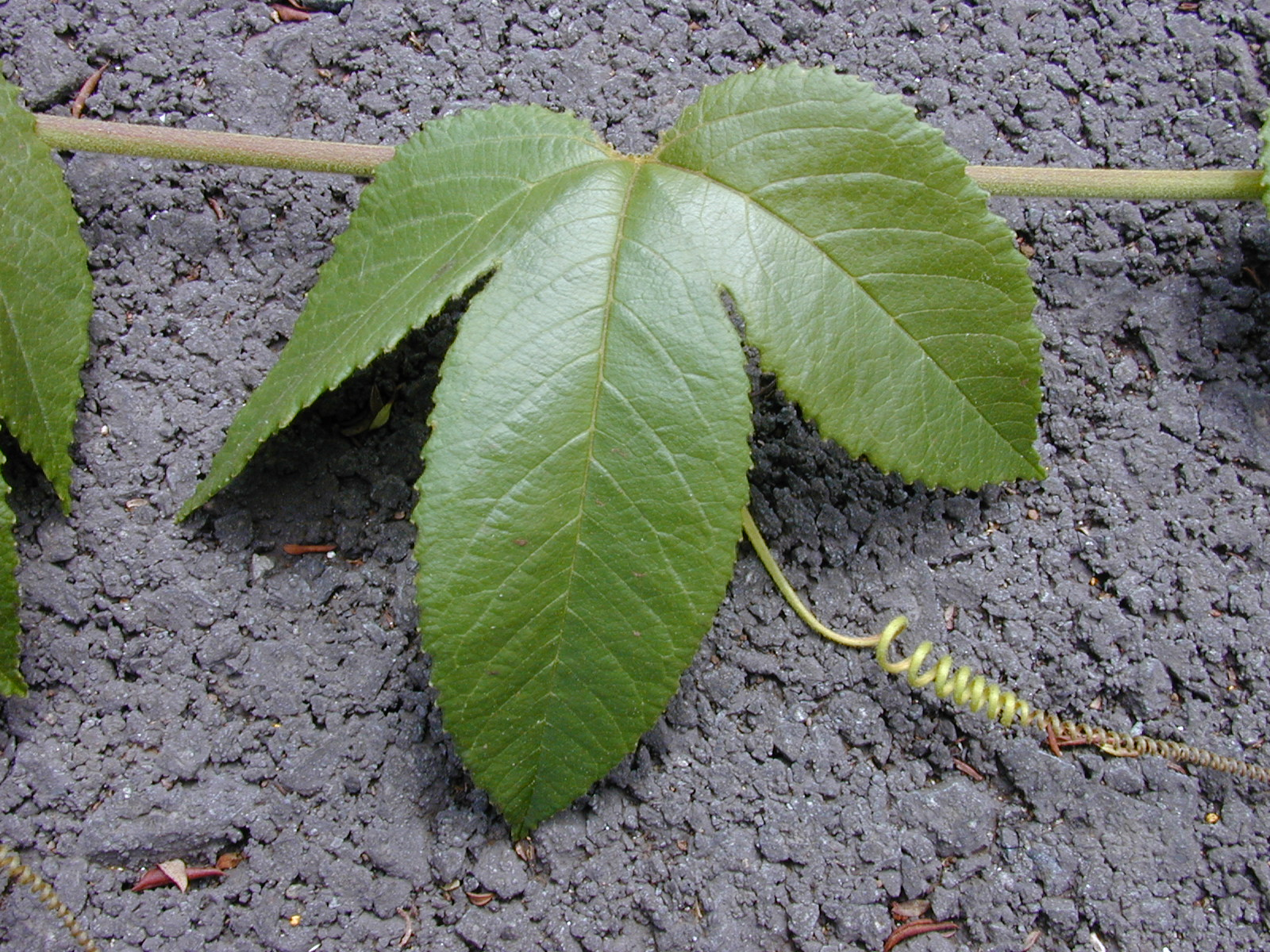
Blad met hechtrank